# Улица Вилипа
Улица Ви́липа (латыш. Vīlipa iela) - улица в Курземском районе города Риги. Начинается от перекрёстка с улицей Агенскална как продолжение улицы Мелнсила, пролегает в северо-западном направлении до улицы Кудрас, далее переходя в улицу Дзирциема.
Отрезок до пересечения с улицей Кулдигас относится к историческому району Агенскалнс, дальнейшая часть улицы Вилипа — к району Засулаукс.
Значительную часть нечётной стороны улицы Вилипа занимает Ботанический сад Латвийского университета.

## История
Улица Вилипа впервые показана на плане города в начале 1880-х годов как Филипповская улица (нем. Philippstrasse, латыш. Vīlipa iela). С начала 1920-х годов основным стал латышский вариант названия, иных переименований не было.
По нечётной стороне улицы сохранилась историческая застройка 1910—1930-х годов; по чётной стороне в 1970-е годы построен современный микрорайон, впоследствии дополненный домом № 12 (2006 г.).

## Транспорт
Длина улицы Вилипа составляет 574 метра. Улица полностью асфальтирована, разрешено движение в обоих направлениях. Средняя ширина проезжей части составляет 9,6 м.
Улица имеет важное транспортное значение, связывая улицу Калнциема с улицей Дзирциема и Юрмалас гатве. На всём протяжении по улице Вилипа проходит ряд маршрутов автобуса и троллейбуса.

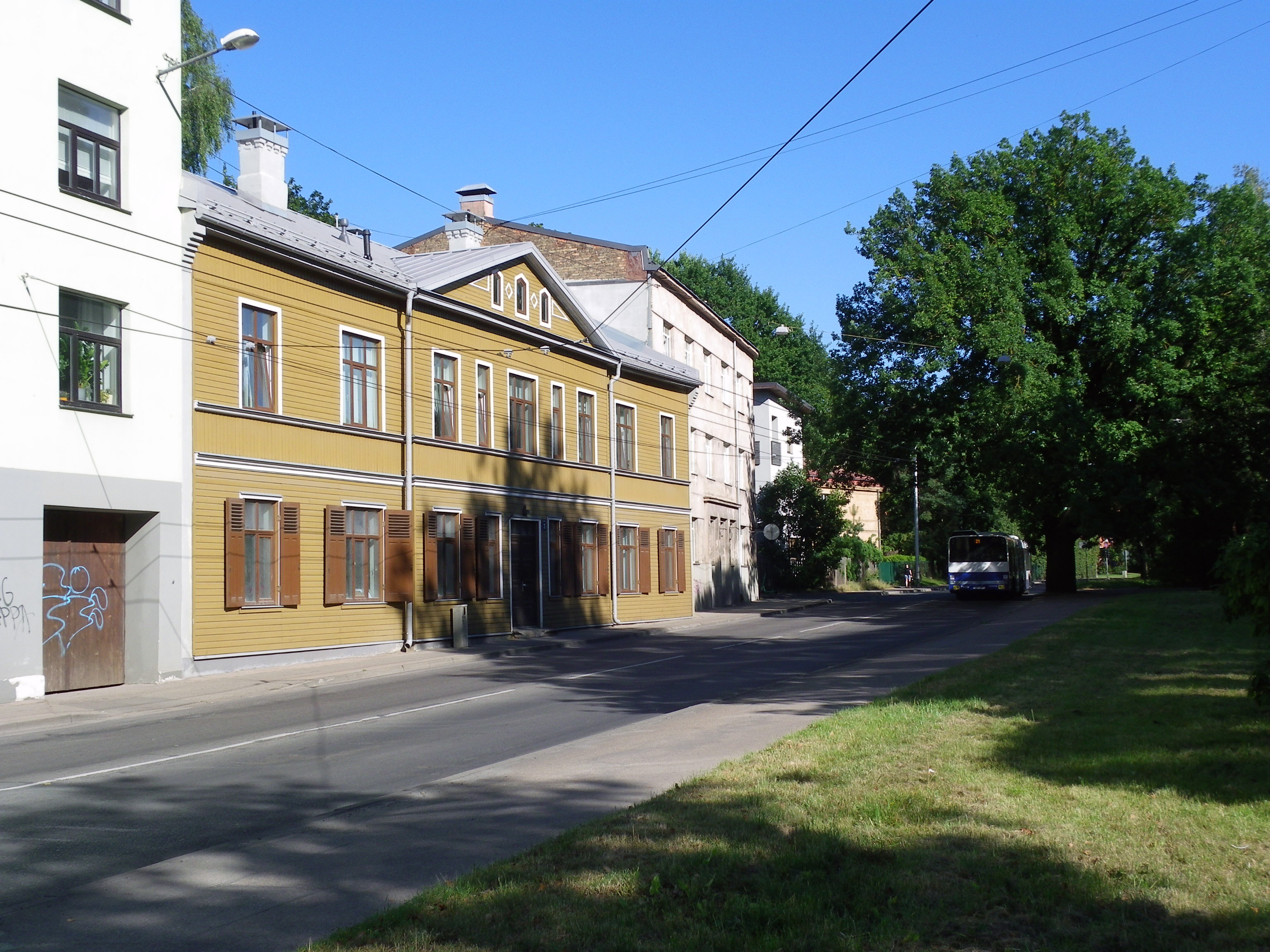
Дом № 3
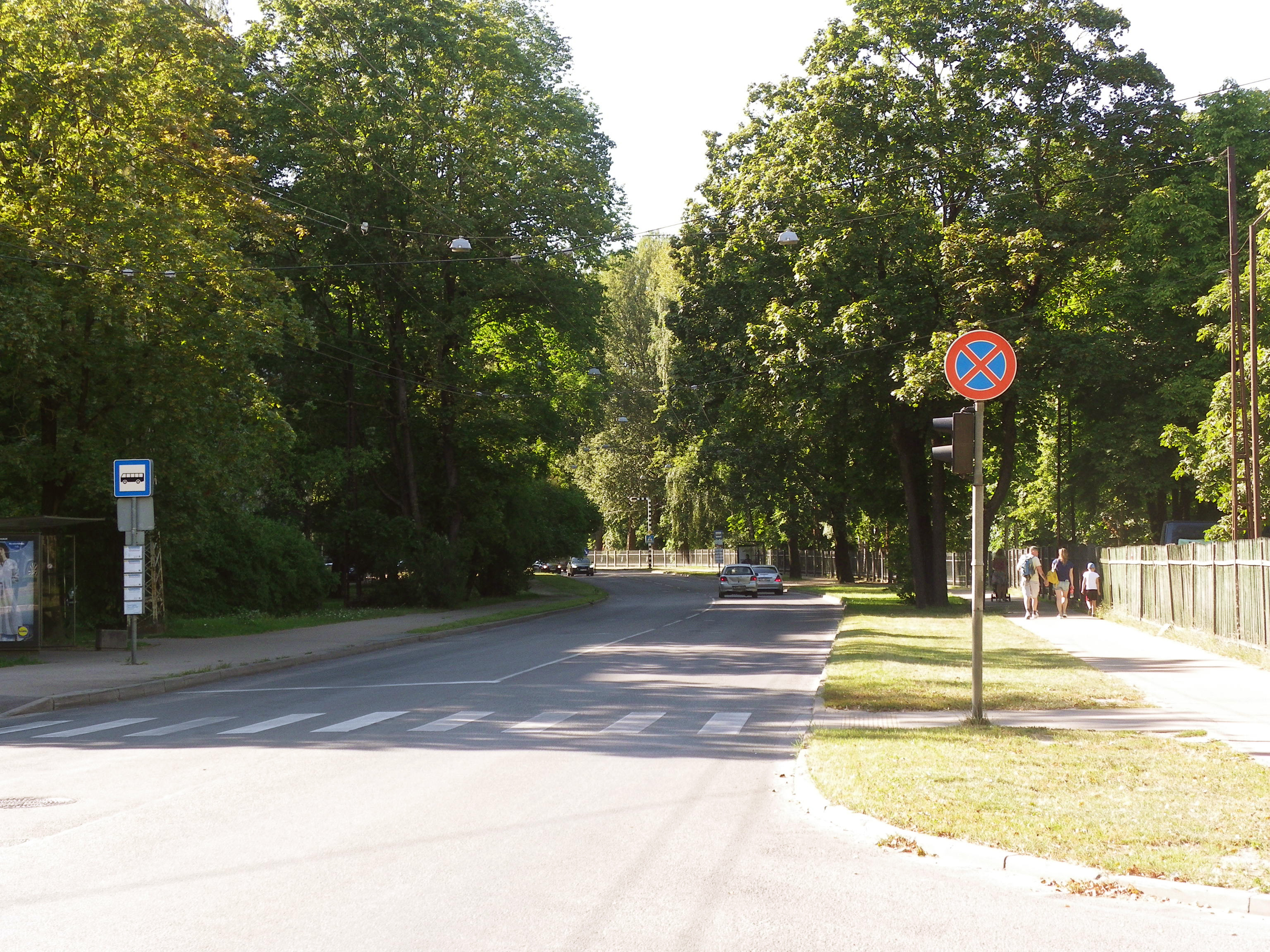
Вид улицы вдоль Ботанического сада
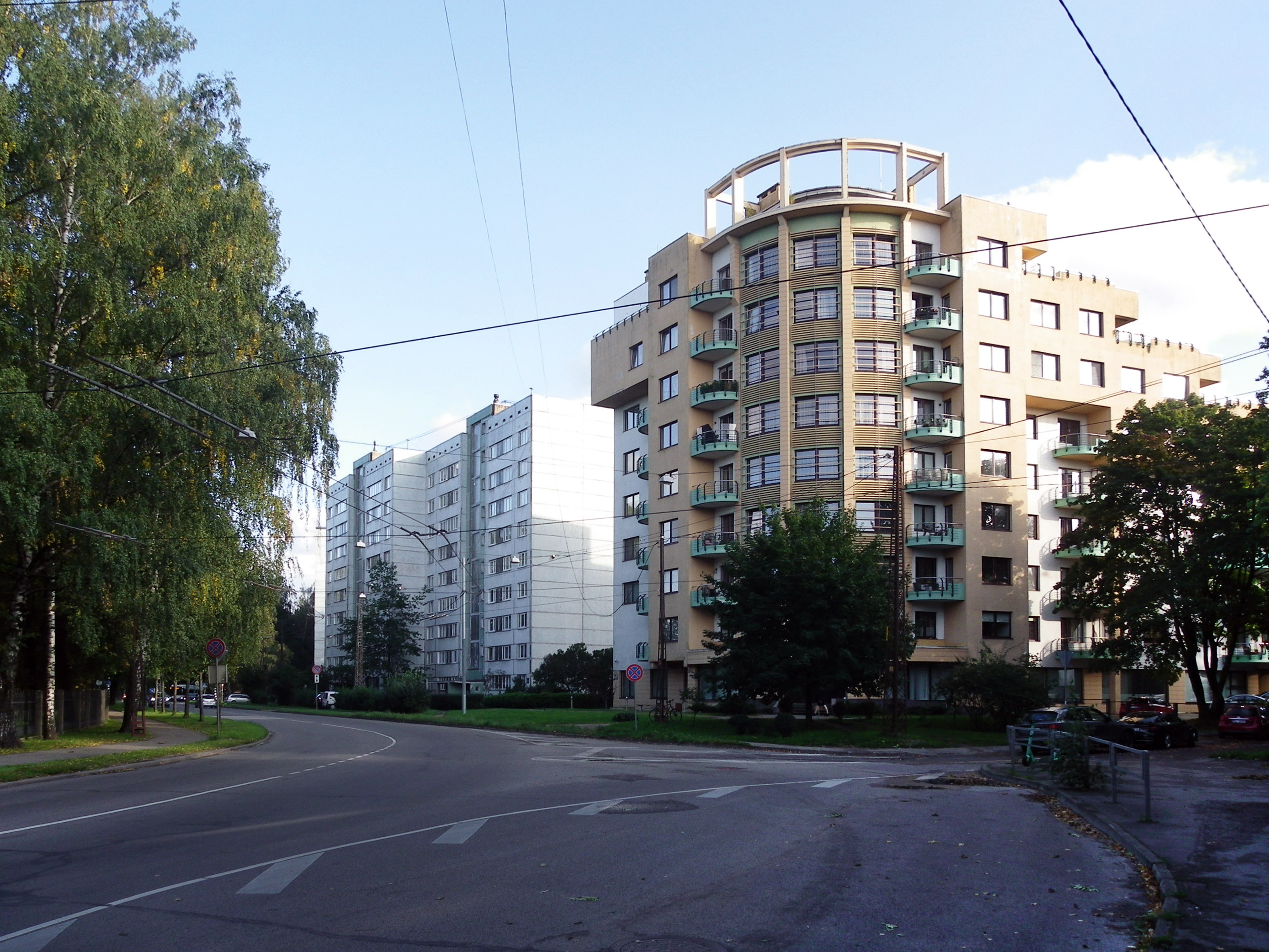
Дома № 10 и 12, вид от ул. Дзирциема

## Прилегающие улицы
Улица Вилипа пересекается со следующими улицами:
- улица Агенскална
- улица Балдонес
- улица Кулдигас
- улица Элвирас
- улица Кудрас